# Gallsjön, Blekinge
Gallsjön är en sjö i Ronneby kommun i Blekinge och ingår i Ronnebyåns huvudavrinningsområde. Sjön är 9,9 meter djup, har en yta på 0,072 kvadratkilometer och är belägen 117,1 meter över havet.

## Delavrinningsområde
Gallsjön ingår i det delavrinningsområde (625266-146434) som SMHI kallar för Utloppet av Ronnebyån (Dämn Omr). Medelhöjden är 114 meter över havet och ytan är 6,47 kvadratkilometer. Räknas de 45 avrinningsområdena uppströms in blir den ackumulerade arean 962,43 kvadratkilometer. Avrinningsområdets utflöde Ronnebyån mynnar i havet. Avrinningsområdet består mestadels av skog (82 procent). Avrinningsområdet har 0,64 kvadratkilometer vattenytor vilket ger det en sjöprocent på 9,9 procent.